# Nebojša Radmanović

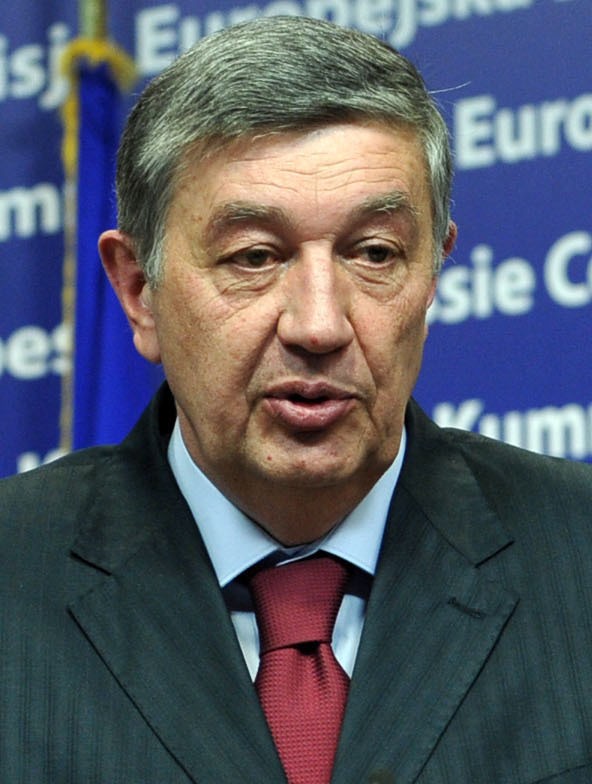
Nebojša Radmanović

Nebojša Radmanović (* 1. Oktober 1949 in Gračanica) ist ein bosnischer Politiker und 2006 bis 2013/14 als Vertreter der bosnischen Serben Mitglied des Staatspräsidiums von Bosnien und Herzegowina.

## Leben
Radmanović besuchte das Gymnasium in Banja Luka und studierte an der Philosophischen Fakultät in Belgrad. Er arbeitete als Direktor des Archivs der Republika Srpska. Er war auch Direktor und Chefredakteur der Zeitung Glas, Direktor des Nationaltheaters der Republika Srpska in Banja Luka sowie Präsident des Exekutivausschusses der Stadt Banja Luka.
Nebojša Radmanović ist Präsident des Exekutivausschusses des Bund der Unabhängigen Sozialdemokraten (SNSD). Er gehört dem Parlament der Republika Srpska als Abgeordneter an und war in der Regierung Milorad Dodik von März bis Oktober 2006 Minister für Verwaltung und lokale Selbstverwaltung. Bei den Präsidentschaftswahlen am 1. Oktober 2006 erhielt er als Spitzenkandidat der SNSD 53,3 % der Stimmen in der Republika Srpska und wurde damit als serbischer Vertreter in das dreiköpfige Staatspräsidium von Bosnien und Herzegowina gewählt. Am 10. November 2010 wurde er mit 48,9 % im Amt bestätigt.